# السياسة الخارجية لإدارة جو بايدن
من المتوقع أن تتصف السياسة الخارجية لإدارة جو بايدن بأنها «عودة إلى الوضع الطبيعي» للسياسة الخارجية الأمريكية، من خلال إعادة بناء العلاقات المتوترة بين الولايات المتحدة وحلفائها بسبب السياسات الخارجية الأكثر تشددًا لإدارة ترامب الاولى.
أقر الرئيس الأمريكي جو بايدن بوجود حاجة ماسة إلى معالجة ثلاث قضايا رئيسية خلال فترة رئاسته والتي تنتهي في 20 يناير 2025، وهي:
- «تعزيز» الديمقراطية في الولايات المتحدة ودعم النُهج الديمقراطية الخارجية.
- تهيئة المواطنين الأمريكيين للانخراط بنجاح في الاقتصاد العالمي.
- حشد الجهود للتعامل مع التهديدات العالمية، خاصةً جائحة فيروس كورونا.

بالإضافة إلى النقاط الثلاث السابقة، يعد بايدن، من خلال سياسته الخارجية، بإنهاء الحروب إلى الأبد، وإعادة التصور الاستراتيجي للشراكات مثل حلف شمال الأطلسي، وتجديد الالتزام بالحد من التسلح، معالجة مشكلة تغير المناخ.

## قارات أمريكا

### كندا
أجرى بايدن أول مكالمة مع زعيم أجنبي مع رئيس الوزراء الكندي جاستن ترودو في 22 يناير 2021. إذ أجرى المكالمة عقب إعلانه عن إلغاء خط أنابيب كيستون. أوضح بايدن أنه يتابع تنفيذ وعد حملته الانتخابية وإعادة العمل بقرار اتخذته إدارة أوباما سابقًا مع العلم بأنه سيتسبب بمشقة لكندا. شملت القضايا التي نوقشت وباء كوفيد 19 وسبل الانتعاش الاقتصادي منه، بالإضافة إلى تغير المناخ والقضايا البيئية، ومنظمة حلف شمال الأطلسي، وقضايا الشعوب الأصلية، وغيرها من العلاقات الدولية الأخرى. في المؤتمر الصحفي الأول لجين ساكي، السكرتير الصحفي للبيت الأبيض، أشارت إلى أن التركيز على العلاقات الخارجية سيكون مع أصدقاء الولايات المتحدة وحلفاءها قائلة: «أتوقع أن تكون مكالمات الرئيس الأولى مع الشركاء والحلفاء. يشعر أنه من المهم إعادة بناء تلك العلاقات.»
في 23 فبراير 2021، عقد بايدن أول اجتماع تعاون ثنائي مع رئيس الوزراء ترودو. نوقش خلال الاجتماع العديد من القضايا، منها كوفيد 19، وتغير المناخ، واحتجاز مايكل سبافور ومايكل كوفريغ في الصين، ومستقبل قيادة الدفاع الجوي لأمريكا الشمالية، والعنصرية النظامية، والمساواة بين الجنسين.

### أمريكا الوسطى

#### نيكاراغوا
واصلت إدارة بايدن السياسة الأمريكية المتمثلة في دعم جماعات المجتمع المدني النيكاراغوية والمناداة بحقوق الإنسان وإجراء انتخابات نزيهة ضد حكومة نيكاراغوا المتهمة بارتكاب انتهاكات ضد حقوق الإنسان وممارسة القمع السياسي والفساد. في محاولة مثيرة للجدل لإلغاء المستحقات الاجتماعية، والتي قام بها رئيس نيكاراغوا منذ فترة طويلة دانييل أورتيغا، التابع لحزب الجبهة الساندينية للتحرير الوطني، اندلعت احتجاجات واسعة النطاق وحملة صارمة ضد السياسيين والمحتجين والصحافة المعارضين، وأدانتها فرقة عمل تابعة لجنة الدول الأمريكية لحقوق الإنسان ومنظمة الدول الأمريكية بحجة انطوائها على جرائم مرتكبة ضد الإنسانية وانتهاكات لحقوق الإنسان.
أعربت الإدارة عن «قلقها الشديد إزاء تصاعد إجراءات القمع» ودعت أورتيغا إلى وقف ذلك. في 22 يونيو 2021، عُقد اجتماع لمجلس حقوق الإنسان التابع للأمم المتحدة، انضمت فيه الولايات المتحدة إلى جانب 58 بلدًا آخر للدعوة إلى الإفراج عن مرشحي الرئاسة والمنشقين المسجونين وإعادة تأهيل الديمقراطية النيكاراغوية. في 12 يوليو 2021، فرضت وزارة الخارجية قيودًا على تأشيرات دخول 100 من أعضاء المجلس التشريعي النيكاراغوي والسلطة القضائية النيكاراغوية المتهمين بمساعدة أورتيغا وموريلو، زوجة أورتيغا ونائبه على «الاعتداء على الديمقراطية وحقوق الإنسان» وتضمن طلب الميزانية لعام 2022 الذي طرحه بايدن تقديم 15 مليون دولارًا من المعونة لنيكاراغوا، بغرض استثمارها في برامج الديمقراطية والحقوق. في 6 أغسطس 2021، فرضت وزارة الخارجية قيودًا على تأشيرات دخول 50 فردًا من ذوي القرابة المباشرة لأُسر مسؤولي نيكاراغوا المتهمين بالاستفادة من نظام أورتيغا، وجاء ذلك في خضم انتخابات نوفمبر 2021 المقبلة حيث اعتُقل العديد من مرشحي المعارضة أو منعهم من الترشح.
تهتم العديد من مشاريع قوانين التي اقترحها الكونغرس 117 بعلاقات الولايات المتحدة مع نيكاراغوا، ولا سيما فيما يتعلق بالديمقراطية في نيكاراغوا واحترام حقوق الإنسان.

#### المثلث الشمالي
يضم المثلث الشمالي دول أمريكا الوسطى الثلاثة، هندوراس والسلفادور وغواتيمالا، وعادة ما تُعرف هذه الدول بفقرها وعدم استقرارها السياسي وانتشار الجريمة والعنف والتي تُعد عوامل دافعة للهجرة القانونية وغير القانونية لمواطنيها إلى الولايات المتحدة.
قال الرئيس المكسيكي لوبيز أوبرادور أن الرئيس بايدن تعهد بتقديم 4 مليارات دولار لمشاريع التنمية في هندوراس والسلفادور وغواتيمالا. صرّح وزير الخارجية أنتوني بلنكن في 6 فبراير عن تعليق الاتفاقات المبرمة مع تلك الدول الثلاثة لإرسال ملتمسي اللجوء إلى تلك البلدان إلى أن حين النظر في قضاياهم.
زارت نائب الرئيس، كامالا هاريس غواتيمالا في إطار رحلتها الخارجية الأولى كنائب رئيس. في مدينة غواتيمالا، عقدت هاريس مؤتمرًا صحفيًا مشتركًا مع الرئيس الغواتيمالي أليخاندرو غياماتي ووجهت نداء إلى المهاجرين المحتملين، قائلة: «سأكون صريحة مع الأشخاص هنا والذين يفكرون في القيام بهذه الخطوة الخطيرة إلى الحدود بين الولايات المتحدة والمكسيك: لا تأتوا.» 

### المكسيك
في 22 يناير 2021، أجرى بايدن مكالمة هاتفية مع الرئيس المكسيكي أندريس مانويل لوبيز أوبرادور. تحدث الرئيسان أثناء هذه المكالمة حول العديد من المسائل، كالطابع الإقليمي والهجرة الإقليمية، والحد من الهجرة عبر الحدود بين المكسيك والولايات المتحدة باستهداف السبب الرئيسي لها، وزيادة سعة إعادة توطين اللاجئين، وتوفير البديل القانوني لمسارات الهجرة، وتحسين معاملة المهاجرين على الحدود، وتوفير التحكيم الكافي لطلبات اللجوء، وعكس سياسات الهجرة التي اتبعتها إدارة ترامب، ووباء كوفيد 19. قال أوبرادور أن المكالمة كانت مليئة «باللطف والاحترام» وأن العلاقات بين المكسيك والولايات المتحدة ستتحسن في المستقبل.
عقد بايدن اجتماع تعاون ثنائي مع الرئيس أوبرادور في 1 مارس 2021 عبر الإنترنت.

### أمريكا الجنوبية
فيما يتعلق بالأزمة الفنزويلية، اتبع بايدن سياسة متشددة، إذ واصل الاعتراف بزعيم المعارضة خوان غوايدو رئيسًا شرعيًا لفنزويلا ورفض التفاوض المباشر مع الرئيس نيكولاس مادورو. أكدت وزارة الخارجية الأمريكية أن مادورو يتبع نظامًا ديكتاتوريًا، وأن ما يمارسه من قمع النظام والفساد أدى إلى حدوث كارثة إنسانية. أشارت الإدارة إلى أنها لن تتعجل برفع العقوبات التي تفرضها الولايات المتحدة على فنزويلا، ولكنها ستنظر في تخفيفها في حال اتخاذ مادورو «خطوات جادة» للتفاوض بجدية مع المعارضة. واصلت الإدارة تقديم المساعدات الإنسانية إلى فنزويلا. في أوائل مارس 2021، منحت الإدارة الحماية المؤقتة إلى الفنزويليين الذين كانوا يعيشون بالفعل في الولايات المتحدة لفترة 18 شهرًا، وذلك بعد فرارهم من نظام مادورو بسبب الانهيار الاقتصادي والقمع في البلد.

## الشرق الأوسط وشمال أفريقيا والقرن الأفريقي
شدد بايدن على إستراتيجية مكافحة الإرهاب في الشرق الأوسط والتي ذكر أنها ستنهي السياسات التمييزية السابقة لمكافحة الإرهاب في الشرق الأوسط من خلال «خلق حوار مع قادة المجتمع العربي الأمريكي بشأن قضايا المراقبة وحفظ الأمن ومكافحة الإرهاب، بمساعدة المجتمعات المحلية الأخرى المتأثرة تاريخيًا بعلاقات متجسدة مع حكومة الولايات المتحدة» وأبلغ بايدن مجلس العلاقات الخارجية أن سياسته الخارجية ستعنى بتدمير تنظيم القاعدة وتنظيم الدولة الإسلامية (داعش)، بما يضمن عدم إعادة تشكيل ما يتبقى منها.
حالما تولى بايدن السلطة، اعتمدت الإدارة الجديدة ضوابط أكثر حزمًا بشأن هجمات الطائرات بدون طيار وغارات القوات الخاصة في الأماكن التي يوجد فيها عدد قليل من القوات الأمريكية، بما في ذلك الصومال وليبيا واليمن. أوقفت السياسة سياسة عصر ترامب التي منحت المسؤولين العسكريين الأمريكيين المزيد من السلطة التقديرية لشن هجمات مكافحة الإرهاب دون إشراف من البيت الأبيض. اتُخذ التدبير المؤقت أثناء استكمال إدارة بايدن استعراضًا مشتركًا بين الوكالات بشأن سياسة الطائرات بدون طيار. ركز الاستعراض على ما إذا كان ينبغي استعادة أمر عام 2016 الصادر عن أوباما (والذي ألغاه ترامب في عام 2019) والذي من شأنه أن يتطلب من الحكومة إصدار تقرير سنوي يكشف عن تقديرات لأعداد الإرهابيين المشتبه بهم والإصابات بين المدنيين، وما إذا كان ينبغي العودة إلى نظام الرقابة المركزية في عهد أوباما (الذي لا يمكن فيه الموافقة على الهجمات المقترحة بطائرات بدون طيار إلا في حال كان المُشتبه به يمثل «تهديدًا مستمرًا ووشيكًا» على الأمريكيين، والخضوع لفحص استخباراتي رفيع المستوى في محاولة لتقليل الإصابات المدنية إلى حدها الأدنى) أو الإبقاء على نهج عصر ترامب (الذي كان أكثر مرونة وفوض المزيد من السلطة إلى الجيش ووكالة المخابرات المركزية لتحديد ما إذا كان سينفذ هجومًا).

### شرقي البحر الأبيض المتوسط
أشار أنتوني بلينكن إلى اهتمام الولايات المتحدة بإنشاء علاقات قوية مع اليونان وإسرائيل وقبرص، ردًا على استجواب رئيس لجنة مجلس الشيوخ الأمريكي للعلاقات الخارجية بوب مينينديز بشأن قانون شراكة الطاقة والأمن مع شرقي البحر الأبيض المتوسط.
قال بلينكن «إننا واضحون للغاية» ملمحًا إلى التفكير بفرض عقوبات على حكومة أردوغان، وذلك في معرض حديثه عن المشاكل التي طرحتها تركيا التوسعية، التي «لا تتصرف كحليف» بحسب وصفه.

### إسرائيل
كان بايدن مؤيدًا شديدًا للعلاقات الأمريكية الإسرائيلية، واصفًا نفسه بالصهيوني. قال بايدن، فيما يتعلق بالمساعدات الخارجية الأمريكية، إن مساعدة إسرائيل «هي أفضل استثمار بقيمة 3 مليارات دولار نقوم به»، كما قال إنه يدعم حل الدولتين للقضية الفلسطينية، وبين بايدن عدم تأييده للاستحواذ الإسرائيلي على أراضي الضفة الغربية وقطاع غزة. قال وزير الخارجية أنطوني بلينكن، خلال جلسة استماع في مجلس الشيوخ، إن إدارة بايدن ستستمر في الاعتراف بالقدس عاصمةً لإسرائيل وستحتفظ بالسفارة الأمريكية في إسرائيل ضمن القدس، بعد أن نقلتها إدارة ترامب من موقعها السابق في تل أبيب بموجب تشريع سفارة القدس لعام 1995، والذي أقرته أغلبية ساحقة من الحزبين الرئيسيين في الولايات المتحدة. وصف بايدن هذه الخطوة، التي تمت بدون شروط، سابقًا بأنها «قصيرة النظر وعبثية».
تعهدت السفيرة المعينة لدى الأمم المتحدة، ليندا توماس غرينفيلد، «بالوقوف ضد التمييز غير العادل ضد إسرائيل فيما يتعلق بحركة المقاطعة وسحب الاستثمارات وفرض العقوبات»، قائلةً إن هذه الحركة «باتت تماثل معاداة السامية».

### أفغانستان
ستتابع إدارة بايدن سحب قوات الولايات المتحدة الأمريكية من أفغانستان، الذي بدأته إدارة ترامب سابقًا.

### المملكة العربية السعودية واليمن ودول الخليج العربي
فرضت إدارة بايدن، في 27 يناير 2021، بعد يوم من تولي أنطوني بلينكن منصب وزير الخارجية، تجميدًا مؤقتًا لصفقات الأسلحة مع المملكة العربية السعودية (الذخيرة الموجهة بدقة على وجه التحديد) ومع الإمارات العربية المتحدة (طائرات لوكهيد مارتن إف-35 لايتنيغ الثانية تحديدًا)، في انتظار مراجعة لصفقات أسلحة بقيمة مليارات الدولارات وافقت عليها إدارة ترامب.
أوفى بايدن، في 5 فبراير 2021، بعد وقت قصير من توليه منصبه، بالعهد الذي قطعه خلال حملته بإنهاء دعم الولايات المتحدة للتدخل العسكري الذي تقوده السعودية منذ خمس سنوات في اليمن، إذ تسبب الهجوم السعودي في أزمة إنسانية في اليمن (أفقر دولة في شبه الجزيرة العربية) وفشل في هزيمة الحوثيين المدعومين من إيران. فتحت إدارة بايدن مراجعةً لتصنيف إدارة ترامب للحوثيين كمجموعة إرهابية، ودعا بايدن الأطراف المتحاربة إلى تبني وقف إطلاق النار وفتح قنوات للسماح بإيصال المساعدات الإنسانية واستئناف جهود السلام في اليمن. ومع ذلك، أكدت إدارة بايدن استمرار الولايات المتحدة في الدفاع عن المملكة العربية السعودية ضد هجمات الحوثيين، بالإضافة إلى تعاونها المستمر مع الحكومة السعودية فيما يخص القضايا العسكرية وقضايا مكافحة الإرهاب. لم يؤثر توقف دعم الولايات المتحدة للتدخل العسكري السعودي في اليمن الجهود الأمريكية ضد تنظيم القاعدة في جزيرة العرب.
وأشار مصدر في الإدارة إلى أنهم كانوا يعدون إصلاحًا شاملاً لسياسة تصدير الأسلحة، بهدف تحقيق التوازن بين مقاولي الدفاع الأمريكيين والالتزام بحقوق الإنسان. ويقال أن السياسة الجديدة تؤثر على مبيعات الأسلحة للدول المتهمين بانتهاك حقوق الإنسان. كما ظلت مبيعات الأسلحة الكبرى مثل صفقة الأسلحة البالغة 23 مليار دولار مع الإمارات العربية المتحدة في طي النسيان بعد التحول الجديد في السياسة، حيث يعارض التقدميون في حزب الرئيس البيع بسبب دور الإمارات في الحرب الأهلية اليمنية.

### إيران
كان بايدن من أشد المنتقدين لانسحاب الولايات المتحدة بإدارة ترامب من الاتفاق النووي الإيراني، ووصف نهج ترامب تجاه إيران بأنه «كارثة بحق الولايات المتحدة من صنع أيدينا».